# لويس مارتن (رباع)
لويس مارتن (بالإنجليزية: Louis Martin) هو رباع بريطاني، ولد في 11 نوفمبر 1936 في كينغستون في جامايكا، وتوفي في 17 يناير 2015 في Heanor ‏ في المملكة المتحدة بسبب سرطان.

## وصلات خارجية
- لويس مارتن على موقع اللجنة الأولمبية الدولية (الإنجليزية)
- لويس مارتن على موقع أوليمبيديا (الإنجليزية)
- لويس مارتن على موقع اللجنة الأولمبية البريطانية (الإنجليزية)